# St. Joseph (Kairo)

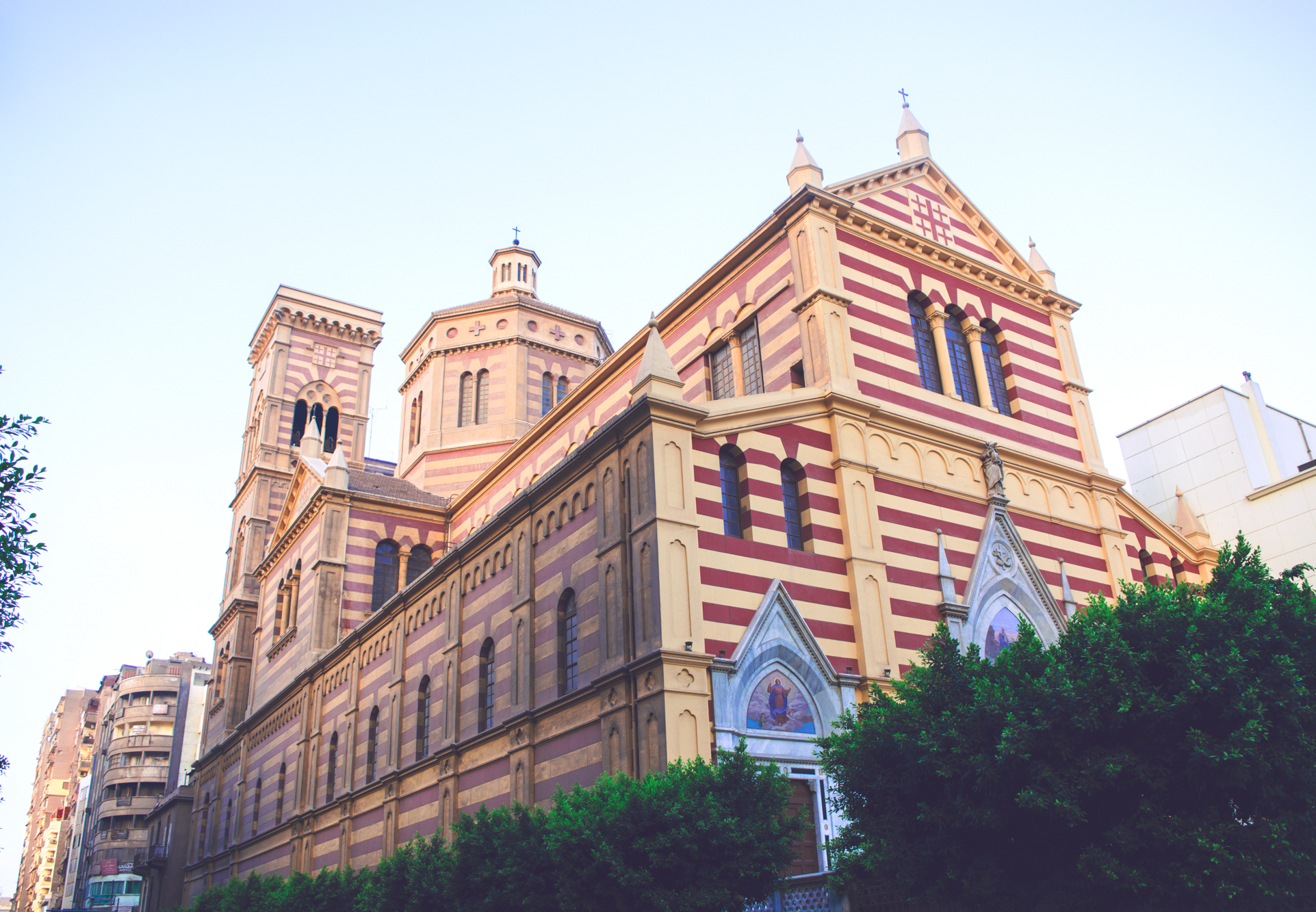
Ansicht von Nordosten (2017)

Die römisch-katholische Kirche St. Joseph (arabisch كنيسة سانت جوزيف) ist eine Kirche des Franziskanerordens in der Innenstadt von Kairo. Sie wurde vom italienischen Architekten Aristide Leonori entworfen und 1909 erbaut.

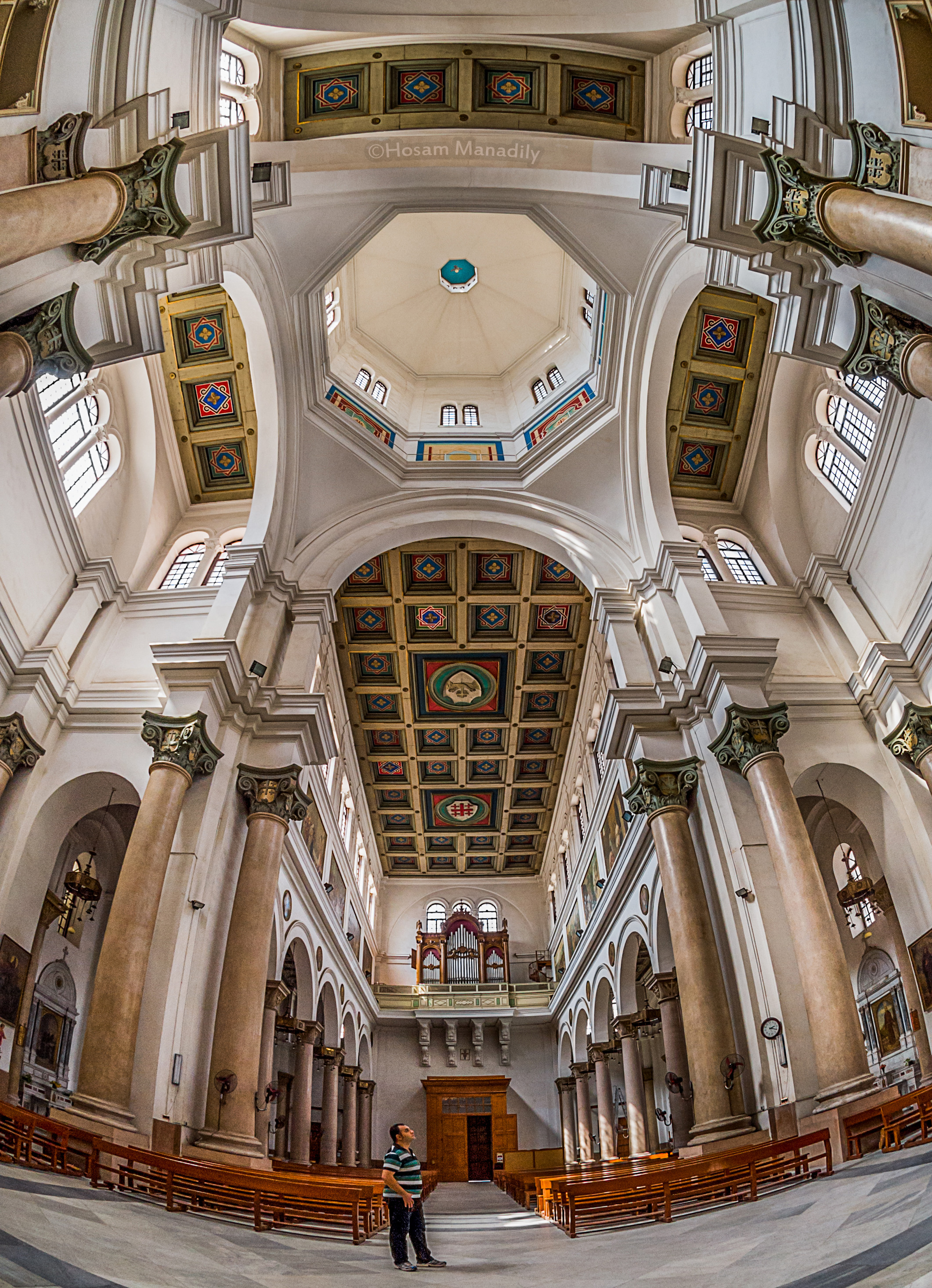
Vierung und Langhaus nach Norden (2015)

## Beschreibung und Architektur
Die dreischiffige Basilika mit Querhaus ist nach Süden ausgerichtet. Im Norden ist ihr ein kleiner Platz vorgelagert. Der späthistoristische Bau rezipiert frühchristliche Basiliken, ist insgesamt aber eklektizistisch. Die Schmuckformen rezipieren vor allem italienische Vorbilder. Die Vierung wird von einer oktogonalen Kuppel überfangen. Der Campanile steht südöstlich der Kirche und ist im unteren Bereich mit dieser verbunden.
Die Seitenschiffe sind mit schmalen Rundbogenfenstern versehen, in den Obergaden sind diese gekuppelt und mit Säulen mit Akanthusblättern unterteilt. Im Innenraum sind die Seiten- und das Hauptschiff durch Säulenarkaden getrennt, Lang- und Querhaus sind mit Kassettendecken überspannt.

## Geschichte
Die Kirche wurde vom Architekten Aristide Leonori entworfen und 1909 erbaut. Der vor allem durch Kirchenbauten hervorgetretene italienische Architekt schuf neben Kirchenbauten in Italien auch viele Kirchen in den Vereinigten Staaten und im Nahen Osten. St. Joseph war eines seiner größten Projekte.